# マルシン (土産物)
株式会社マルシンは、香川県木田郡三木町に本社を置く、菓子製造・観光土産品の卸売を行う企業。四国全域と淡路島にある高速道路のSA・PA、空港、駅、土産品店などに観光土産品を卸している。

## 概要
四国四県（香川県・徳島県・愛媛県・高知県）や淡路島の主要な観光地に観光土産品の総合卸事業を展開している。創業以来、一時期を除き自社での食品製造は行っていなかったが、2016年2月に本社内に製菓工場を設立。以来、高瀬茶や鳴門金時芋など四国の素材を使用した饅頭やフィナンシェなどの菓子製造を行っている。香川県の土産菓子では、高瀬茶のミルク饅頭『茶のしずく』や讃岐うどん風スナック『さぬきあげうどん』などが知られている。

## 沿革
- 1969年1月 - 川地陽一が丸新商会を創業
- 1973年10月 - 株式会社マルシンに改称
- 1987年2月 - 岡山営業所を開設
- 2006年9月 - 川地葉子が代表取締役に就任
- 2013年6月 - 岡山営業所を分社し「株式会社マルシン岡山」とする
- 2013年8月 - 吉田宏樹が代表取締役に就任
- 2016年2月 - 本社内に製菓工場を設立
- 2019年11月 - 新しい製菓工場を竣工
- 2020年11月 - マルシンプリン市場店をオープン

## 茶のしずく
香川県三豊市の高瀬茶を使用した蜜入りの饅頭。生地、餡、蜜の3層構造が特徴で、原料の高瀬茶の茶葉は、すべて一番茶を使用している。2020年10月に岡山放送、山陽放送、瀬戸内海放送の3局でテレビCMを開始した。

## お菓子のアウトレット
2019年より、製造過程で割れたり賞味期限が迫ったものなど訳ありの菓子を販売するイベントを不定期で開催している。

## 拠点
- 本社・製菓工場
  - 香川県木田郡三木町平木779-1